# 公制
又译米制，是一個國際化十進位量度系統。法國在1799年開始使用公制，是第一個使用公制的国家。源自公制的國際單位制已成为国際大多數國家的主要量度系統。美國是现今工業化國家中唯一未將國際單位制定義為官方量度系統的國家，不過自從1866年起也已開始在科研、医疗和军事领域使用國際單位制。英國政府已承諾將許多量測單位改為公制系統，但民间還沒有普遍使用，一般常用的單位仍是英制單位。
設置公制系統的原意是制訂一個所有人都可以使用的系統，但為了政府或標準管理機構管理的需要，公制系統設置過程中仍然有對應標準單位（如長度一米或質量一千克）的公制系統原器。在1875年以前，公制系統原器是由法國政府所保管，在1875年後已交由國際度量衡大會（CGPM），當國際單位制採用新的定義後，就不再使用國際千克原器作為質量單位千克的標準。
公制系統的一個主要特徵就是有一套互相關連的基本單位標準以及一套十的次幂的標準單位詞頭。利用基本單位及詞頭的組合可以用來產生較大或較小的衍生單位，取代以往使用的非標準化的單位。公制系統一開始為著商業需求而制訂，但其單位也適合科學及工程方面的應用。
在19世紀時，不同的科學或工程定律使用的公制系統不一定相同，造成各公制系統會使用不同的基本單位，即使不同的定義都是基於公尺及千克的定義，但不同公制系統仍造成許多使用上的不便及混亂。在20世紀時科學家們針對不同的公制系統，重新整理一套國際通用的單位系統，1960年時國際度量衡大會訂定了國際單位制（法語：Système international d'unités，簡稱SI），隨後也成為國際標準的公制系統。

## 特點

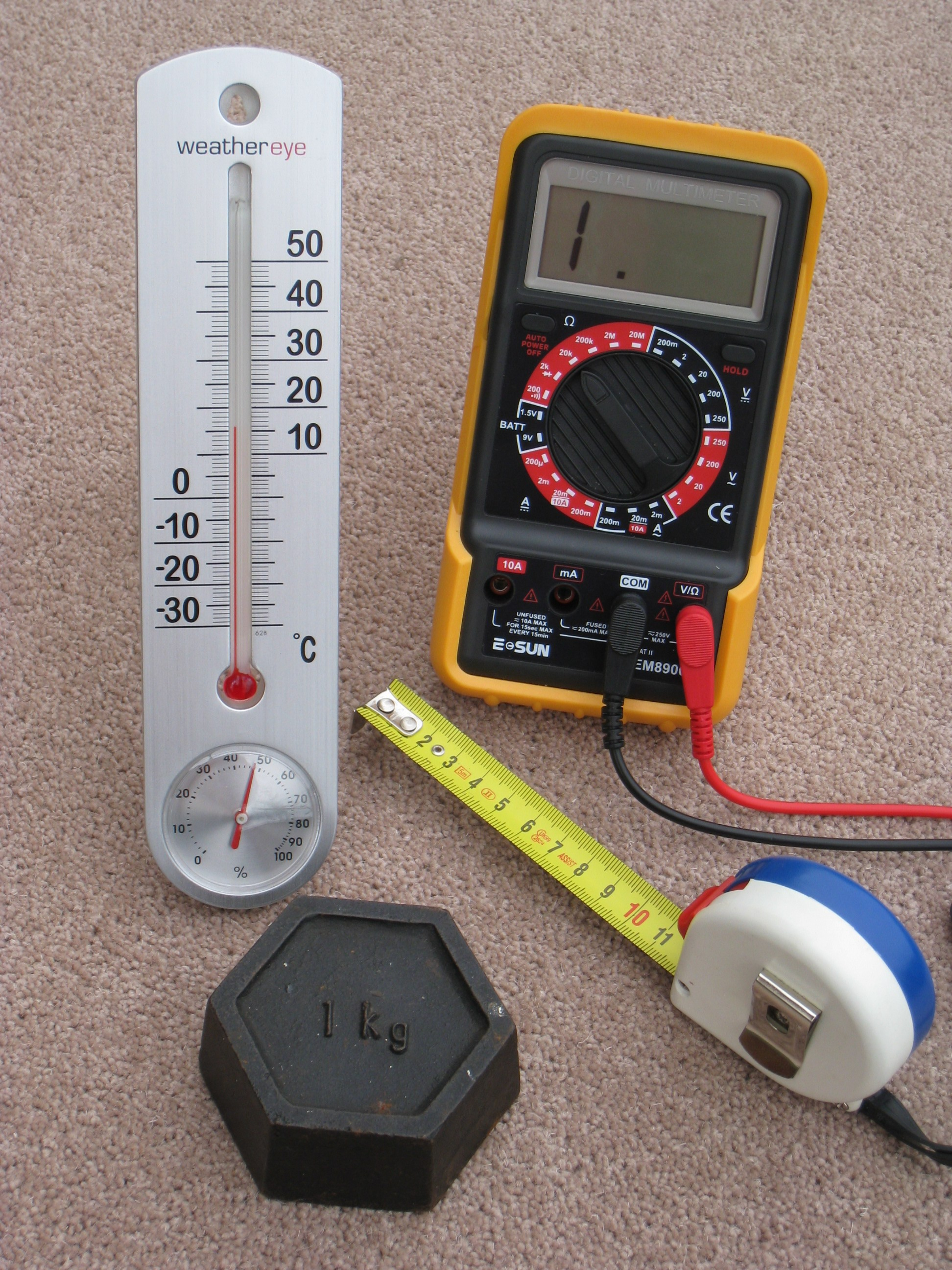
"The metric system is for all people for all time." (Condorcet 1791)以上是用於量度且有刻度的四個物件。捲尺劃了厘米的刻度，温度計劃了攝氏的刻度，砝碼的質量為一公斤，電表可以用伏特、安培或歐姆的電學單位進行量測

公制自從開始推行後，持續的在更改及擴充其內容，不過仍維持了以下基本的特點。

### 普遍性
公制是為日常大眾、處理量測工作的工程師、需處理極大或極小數字的天文學家及物理學家所設計，因此定義了許多範圍很大的詞頭來處理不同範圍的數字及單位。
在規劃公制時，此單位制被定義成具有普遍性、可以在所有場合使用的單位制。當法國政府在18世紀末考慮要修改其量度系統時，法國政治家德塔列朗聽從孔多塞的意見，邀請英國議員約翰·里格斯·米勒及當時喬治·華盛頓的國務卿湯瑪斯·傑佛遜一起到法國，希望可以一同研議一個國際性的量度系統，並且在各國的立法機構立法實施。不過這些努力沒有成功，後來一直到1875年後，公制才成為一個國際性的量度系統。
為了公制國際化，公制發展了和語言無關的單位符號，如長度的單位符號km，在法語表示，在英式英語中表示“kilometre”，在美國英語表示“kilometer”，在德語表示，在西班牙語中為，在葡萄牙語中為，在義大利語為“chilometro”，在希臘語中為，在俄語中為，在中文中為“千米”（公里），在日語中為“キロメートル”，在韓語中為“킬로미터”......，雖然在不同語文中的拼法不同，但都使用相同的單位符號。

### 十進倍數
公制是十進制的系統，其中只有一些非國際標準制的時間單位及平面角度使用六十進制。公制所有的倍數及分數都是十的乘冪，此概念最早是在1586年由荷蘭數學家西蒙·斯特芬提出。
十進制的詞頭是公制的特點，而公制中不同單位之間的轉換係數大都是十的乘冪，因此單位轉換只需調整小數位數或是十的乘冪即可。例如光速可表示為299792.458 km/s或2.99792458×108 m/s。
十進倍數在進行一些除法（例如除以3、4、6及12）時，結果可能不會是整數，但任何一种进位制都会造成某些除法不是整数。由于人类计数采用十进制，所以用十进倍数是自然、合理、方便的。

### 非國際標準制的單位
公噸（1,000公斤）、公升（已定義為0.001 m3）及公顷（10,000 m2）不是國際標準制單位，這些單位在1879年第一屆國際度量衡大會（CGPM）時定義為公制單位，而國際度量衡大會也允許這些單位和國際標準制單位一起使用。

### 詞頭
公制的單位有一系統以十進制為準的詞頭，當單位在實際使用上太大或太小時，可以用詞頭調整單位的大小，調整方式是將原單位乘或除以10、100或其他10的乘幂。（此概念最早是由法國科學家加布里埃爾·莫頓在1670年提出的。）例如詞頭kilo（千）可將一單位乘以一千倍，而詞頭milli（毫）則是一單位的千分之一。
因此千克（kilogram）及千米（kilometre）分別是一克和一米的一千倍，而毫克（milligram）及毫米（millimetre）則是一克和一米的千分之一。上述關係可以用下式表示：
1 mg = 0.001 g
1 km = 1,000 m
當詞頭用在用長度的平方或立方表示的面積或體積單位時，平方及立方的運算不只針對單位，也同時針對詞頭：
1 mm2（平方毫米） = (1 mm)2 = (0.001 m)2 = 0.000 001 m2
1 km2（平方千米）= (1 km)2 = (1,000 m)2 = 1,000,000 m2
1 mm3（立方毫米）= (1 mm)3 = (0.001 m)3 =0.000 000 001 m3
1 km3（立方千米）= (1 km)3 = (1,000 m)3 = 1,000,000,000 m3
詞頭也用在非國際標準制的體積單位，如升或stere（立方米），例如：
1 ml = 0.001 l
1 kl = 1,000 l
在配合時間單位使用時，一般不會用詞頭來表示大於1秒的單位，此情形下多半會使用其他的單位，例如分、小時或是日等。
早期大於1的詞頭會使用由希臘文衍生的詞頭，而小於1的詞頭會使用由拉丁文衍生的詞頭。例如常見的kilo-及mega-都是由希臘文衍生的，而centi-及milli-是由拉丁文衍生的。不過後來的國際標準制在擴充在小於1的詞頭時已不使用拉丁文衍生的詞頭，例如nano-及micro-都是由希臘文所衍生。

### 可複製的標準單位
最初訂立量度系統的作法是製作各基礎單位的原器，原器複製後再交到各地區。但如此一來，新的量度系統就需要以單位原器為基礎。
另一種作法是儘可能的利用實驗室的設備來定義標準單位，任何實驗室只要用適當的儀器就可以得到基礎單位。在原始版本的公制中，基礎單位是由一特定長度（米）及特定體積（1⁄1,000立方公尺）純水的質量所定義。原來曾考慮將米定義為使一個位在北緯45度海平面的單擺，週期為二秒的單擺擺長。指定緯度及高度的原因是因為重力會隨緯度及高度有些微的變化，而選擇北緯45度是選取倫敦(51° 30'N)、巴黎(48° 50'N)及美國平均緯度(38°N)的平均值。雖然此定義未被使用，不過這是一個利用實驗室設備定義標準單位的例子。

### 可實現性
公制中的基礎單位需要是可實現的，理想上最好是根據自然界的現象來定義，而不是參考特定的單位原器。國際度量衡局針對每一個基礎單位提出了實施方法（法語：mise en pratique），其中至少有一種量測此單位的方法。
一開始有二個基礎單位使用單位原器定義，分別是米及千克。單位原器一開始是在1799年製作，後來在1889年用當時新先進的技術重製，以減少量度值隨時間的變更。
1889年時科學界對於光的特性還不夠了解，而在1960年時針對特定光譜下波長的量度已相關成熟，可以提供比單位原器更準確，而且可以在實驗室複製的結果。因此米的定義改為以特定光譜下光的波長來定義。在1983年時由於相对论的產生，科學界已接受真空下的光速為一定值，以光速來定義米的方式可重現性又比量測波長要高，因此米的定義又改為以光在一定時間內所走的距離來定義，任何實驗室只要儀器夠好，都可以量測到1米的長度，並定義為實驗室的標準單位。
同樣的，在1968年舉行的第十三屆國際度量衡大會中，秒的定義也由根據地球的旋轉改為根據原子鐘的量測。

### 連貫性

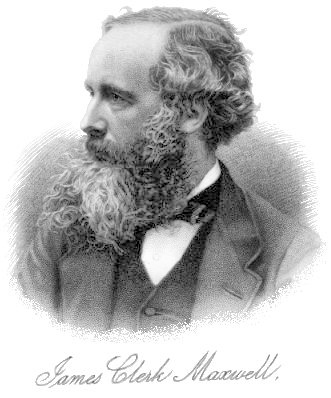
馬克士威致力於定義cgs制的連貫性，及將公制擴充到電學單位

公制的各個變體都有一些連貫性，一些衍生單位可以直接由基本單位產生，不需要中間的轉換係數。不過公制不同變體的連貫性也有所不同，例如CGS制有二種能量的單位，爾格是有關力學的能量單位，而卡路里則是熱能的單位。而國際單位制中只有一種能量單位－焦耳。而力、能量及功率的單位也有特別選定，因此以下的方程式
力 = 質量 × 加速度
能量 = 力 × 位移
能量 = 功率 × 時間
不需導入特定的常數即可成立。許多物理定律，包括愛因斯坦的質能等價公式也不需要為了單位的連貫性而導入許多的常數。
在國際單位制中，功率的單位是瓦特，定義為1焦耳/秒，依類似方式可以由基礎單位定義許多衍生單位。

## 歷史
1586年時荷蘭數學家西蒙·斯特芬發表了一本名為《De Thiende》（十分之一）的小冊。在五百年前計算平方根時就已使用到十進制的小數，但沒有在日常生活中使用。斯特芬認為十進制非常的重要，總有一天十進制小數的重量、長度及幣制單位會在全世界通用。
公制的概念是由英國皇家學會的首任主席約翰·威爾金斯在1668年提出。二年後法國科學家加布里埃爾·莫頓提出了一個以地球周長為基準的十進制量度系統，莫頓定義長度單位milliare為子午線上，角度為一分的弧長，並且提議將上述單位乘以十分之一、百分之一......，所得長度單位依序為centuria、decuria、virga、virgula、decima、centesima及millesima。他的想法受到了當時人們的注意，在1673年得到讓·皮卡德（Jean Picard）及克里斯蒂安·惠更斯的支持，皇家學會也針對此想法進行探討。同年萊布尼茲也獨立地提出類似莫頓的提議。
在法國大革命前，歐洲的每個國家有各自的量度單位。其中像西班牙及俄羅斯等國注意到和貿易夥伴使用相同量度單位所帶來的好處。不過許多既得利益者因著量度單位的不一致而獲益，這些人反對統一量度單位，這種情形在法國格外明顯，而法國國內就有許多不一致的量度系統。在法國大革命初期，國民制憲議會的領袖決定不要標準化既有的量度系統，改用自然現象的定律產生一個全新的量度系統。
一開始法國希望和其他國家一起推動共同的量度系統。湯瑪斯·傑佛遜在1790年向美國國會提出《Plan for Establishing Uniformity in the Coinage, Weights, and Measures of the United States》的議案，計劃推動一個十進制的系統，不過仍沿用舊的單位名稱〈如一英尺由十二英寸改為十英寸〉，國會審議此議案，結果沒有通過，而其他國家對此量度系統也不感興趣。

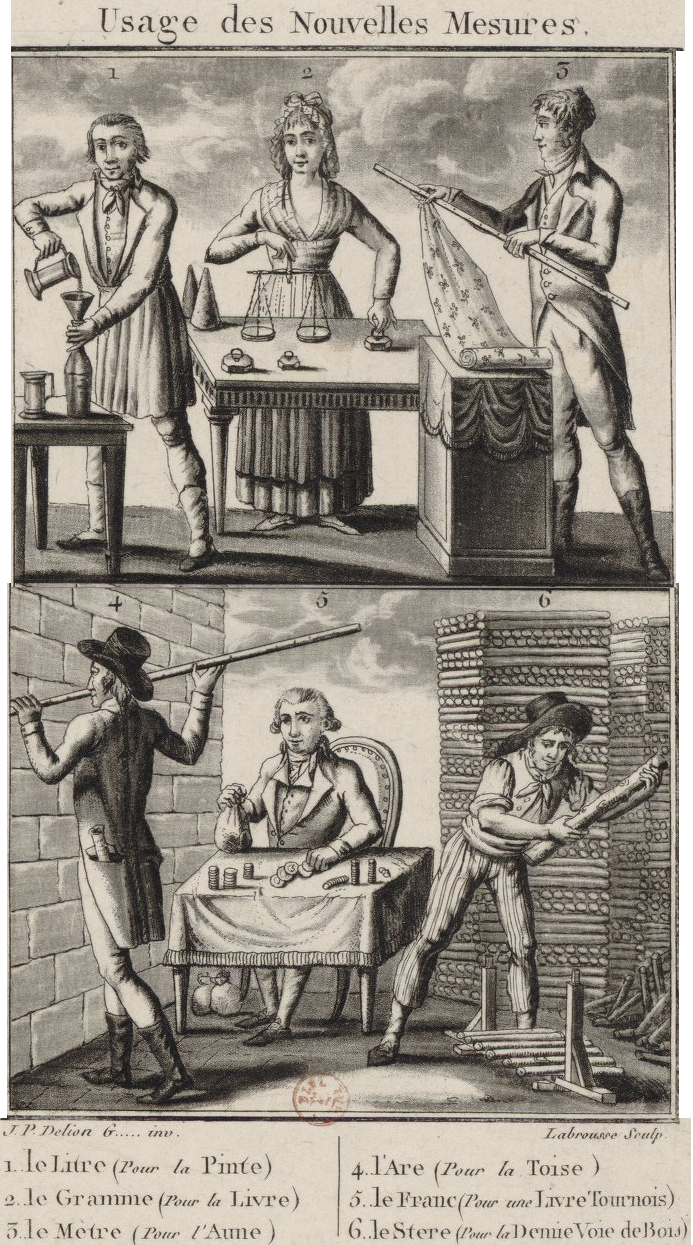
一個1800年的木刻畫，說明自1800年11月4日起，新的十進制量度單位會成為法國的法定單位

### 原始系統
法國在1795年4月7日通過的法案《La loi du 18 Germinal an 3》定義了以下的量度單位
- meter（米）為長度單位
- are（公畝）為土地的面積單位
- stère（立方米，1 m3）為木柴堆疊的體積單位[22]
- litre（升，1 dm3）為液體的體積單位
- gram（克）為質量單位

此單位制延續了針對長度、面積及體積使用不同單位的傳統，meter是長度單位、are（100 m2）是面積單位、stère（1 m3）是固體體積單位，而litre是液量單位。早期的公制有包括一些標示倍數的詞頭，從milli（千分之一）到myria（一萬倍），不過這詞頭是以十的乘幂為準，和後來國際標準制增加的詞頭（以一千的乘幂為準）不同。
一開始kilogram（千克）稱為grave，gram（克）是千分之一grave的另一種說法。但grave也是伯爵（count）的同義詞，帶有貴族的意涵，因此後來更名為kilogram。
法國政府在1799年公告使用公制系統，巴黎最早被要求進行量度系統的轉換，之後才推行到其他的省份。

### 受到國際採用
拿破崙在1812年推行一個稱為mesures usuelles的量度系統，其單位名稱雖和公制不同，但是其單位是用公制的單位定義：例如其質量單位livre metrique（公制磅）為500克，而其長度單位（公制噚）為2米，在法蘭西第一帝國時，其領土均使用此量度系統。在1815年的維也納會議後，法國失去了許多法蘭西第一帝國時所擴展的領土，其中教宗國及一些地區重新使用法國大革命前使用的單位，而另外一些地區（如巴登）則使用一種修正版的mesures usuelles量度系統 ，但法國仍延用mesures usuelles的量度系統。
1817年荷蘭重新引進公制系統，不過使用原來荷蘭使用的單位名稱，例如將1公分的單位以長度單位duim來表示，而質量單位ons表示100克等。而有些德意志的邦國也採用了類似的系統，1852年德意志關稅同盟用zollpfund（為500克）為州内商業使用的單位，而1872年新成立的德意志帝國採用了公制為其官方的量度系統而由皮埃蒙特地區發起．最後統一義大利的義大利王國也在1861年採用公制。
1867年舉行的第二屆巴黎世界博覽會致力於推行公制系統，到1875年時歐洲總人口中已有三分之二使用公制，未使用公制的歐洲主要國家只剩下英國及俄羅斯。
美國婦女組織聯盟（The General Federation of Women's Clubs）為了提倡使用公制，在1927年時曾向美國國會提交十萬份請願書，其中超過七百萬的簽名，不過由於美國人已習慣使用美制單位，因此美國婦女組織聯盟的努力沒有成功。

### 國際標準
1861年時，英國科學促進會（BAAS）舉行了一次委員會，出席的有物理學家焦耳、麦克斯韦、開爾文男爵等，在會議中討論使用一個以厘米、克及秒為基本單位的單位制，後來在1873年時，此單位制延伸到電學相關單位。

國際度量衡局的標誌

在1875年5月20日十七個國家簽署了公制公約（Convention du Mètre）。依照此公約，建立了以下的國際組織來推行單一的量度系統：
- 國際度量衡大會（CGPM）由成員國及組織會員所組成，是國際度量衡局的最高權力機構。
- 國際度量衡委員會（CIPM），由选定的科學家及度量衡學者所組成，執行國際度量衡大會的決議，也是國際度量衡局的主導與決策機構。
- 國際度量衡局（BIPM）是公制公約下所設的常設秘書處，而其成員則由公制公約簽署國的國家度量衡機構所組成。

1881年時，第一屆國際電工委員會通過英國科學促進會有關電學單位的建議案，後續針對相關單位的定義方式舉行了一連串的會議。

## 變體
以下是一些由公制延伸而來的單位制。

### 厘米-克-秒（CGS）制
厘米-克-秒制（CGS）是第一個有連貫性的公制系統，在1860年代由英國科學家馬克士威及開爾文所提出，在1874年英國科學促進會（BAAS）正式推動此公制系統。此公制系統的特點是密度、力及機械能的單位分別為g/cm3、達因（dyne）及爾格（erg），而熱能的單位為卡路里，其定義為將1克的水由溫度15.5 °C變成16.5 °C所需的熱量，該次會議也提出了二套分別對應靜電學及電磁學的公制系統，前者名為靜電單位制（ESU），後者名為電磁單位制（EMU）。

### 米-千克-秒（MKS）制
厘米-克-秒制在電學上有二套不同的單位，造成了使用上的不便，在1893年在芝加哥舉行的國際電工代表大会（International Electrical Congress）使用基於米、公斤、秒的定義，重新定義電流單位「國際安培」。1901年時，義大利科學家喬吉·喬望尼發現若增加一個電學的單位為基礎單位，可以解決電學單位不一致的問題，例如米-千克-秒-庫侖（MKSC）制或是米-千克-秒-安培（MKSA）制都是這類單位系統的例子。
國際單位制是現時國際使用的標準公制系統，也是最廣為使用的單位系統，是由喬吉提出的MKSA制延伸而得，其基礎單位為米、千克、秒、安培、熱力學溫標、燭光及莫耳 (單位)。在2011年10月舉行的24屆國際度量衡大會已提議更改四個基礎單位的定義，即為新國際單位制定義，不過上述的修改不會影響一般人對單位的使用。

### 米-公噸-秒（MTS）制
米-公噸-秒制（MTS制）是以米、公噸和秒為基礎單位，力及壓強的單位分別為sthène及pièze，米-公噸-秒制是法國工業界所發明，蘇聯在1933至1955年間主要使用此單位制。

### 重力米制
重力米制以千克力（kgf）為力的基礎單位，而質量的單位為hyl，這些單位都不在國際單位制（SI制）的單位中。

## 國際單位制
第九屆國際度量衡大會（CGPM）在1948年召開，由於國際純粹與應用化學聯合會（IUPAC）及法國政府正式提出請求，希望可以設立一個實用的量度系統，因此國際度量衡大會要求國際度量衡委員會（CIPM），提出一套量度系統的建議案，適合所有遵守公制公約的國家。國際度量衡大會也正式提出一個有關書寫及印刷單位符號及數字的建議案。建議案中也列出了MKS制及CGS制單位的建議使用符號，最重要的是建議案中主要使用MKS制為基本單位，CGS制首次變成導出單位。
國際度量衡委員會在所提出的草案中，廣泛的修訂及簡化公制單位的定義，及以MKS制所使用的符號及術語，此草案在1954年送交第十屆的國際度量衡大會。按照1901年Giorgi的提議，國際度量衡委員會也建議以安培為基本單位，其他電磁學相關的單位則為其衍生單位。因此歐姆及伏特原來的定義被廢止，改由以公尺、安培、秒、千克所組成的導出單位。國際度量衡委員會在和國際純粹與應用化學聯合會及其他協會討論後，增加了二個基本單位熱力學溫標（K）及亮度單位燭光。完整的國際單位制系統及其名稱「Système International d'Unités」是在第十一屆國際度量衡大會中通過。後來有關基本單位的定義及實施方式（法語：mise en pratique）也一直在進行修正。
國際度量衡局定期會針對國際單位制的正式定義，以及國際度量衡大會及國際度量衡委員會的相關決議編成印刷品發行，也會將內容放在網路上。最近的一版是第八版的《Le Système International d'Unités - The International System of Units》，於2006年印製。

## 國際上的使用
國際上的許多國家都已使用公制系統。依照美國中情局的資料，世界上除缅甸、利比里亚及美國以外的國家都已使用國際單位制為法定量度系統。不過有其他資料指出中情局的資料已不正確。。一篇法新社2010年的報導提出獅子山共和國將推行公制系統，和同為馬諾河聯盟的鄰國幾內亞及利比里亚使用相同的單位。缅甸的記者也推測缅甸已計劃改用公制系統。美國在1966年時已由美國國會授權使用公制單位，公制單位常用在科學、軍事及工業的領域，不過日常使用仍以美制單位為主。
大英國協的各國家已由英制轉換為公制，但各國轉換的程度各有不同，有些國家幾乎已改用公制系統，英國政府已在1864年宣佈改用公制，但日常生活仍常常使用英制系統。
國際上的使用多半已使用公制系統，不過有些特定的領域仍沿用其他的單位系統，例如航空管制方面仍使用英制，而航海仍使用海浬及節等單位。

## SI與舊有單位的轉換
在發展過程中，公制系統逐步採用了許多其他的測量單位。這些是在官方SI手冊中列出的。如下表格中列出以目錄形式給出的單位，並給出了轉換係數以方便應用。
| 物理量       | 量綱                                   | SI 單位和符號          | 舊有單位和符號                      | 轉換 因子                    |
| ------------ | -------------------------------------- | ---------------------- | ----------------------------------- | ---------------------------- |
| 時間         | {\displaystyle T}                      | 秒 (s)                 | 秒 (s)                              | 1                            |
| 長度         | {\displaystyle L}                      | 米 (m)                 | 厘米 (cm) 埃 (Å)                    | 0.01 10−10                   |
| 質量         | {\displaystyle M}                      | 千克 (kg)              | 克 (g)                              | 0.001                        |
| 物質的量     | {\displaystyle N}                      | 摩尔 (mol)             | 無保留單位                          | n/a                          |
| 面積         | {\displaystyle L^{2}}                  | 平方米 (m2)            | 公畝 (are)                          | 100                          |
| 速度         | {\displaystyle }                       |                        |                                     |                              |
| 加速度       | {\displaystyle LT^{-2}}                | (ms−2)                 | 伽 (gal)                            | 10−2                         |
| 温度         | {\displaystyle \Theta }                | 開爾文 (K) 攝氏度 (°C) | 百分度 (°C)                         | K = °C + 273.15 1            |
| 頻率         | {\displaystyle T^{-1}}                 | 赫兹 (Hz)              | 周秒                                | 1                            |
| 能量         | {\displaystyle L^{2}MT^{-2}}           | 焦耳 (J)               | 尔格 (erg)                          | 10−7                         |
| 功率         | {\displaystyle L^{2}MT^{-3}}           | 瓦特 (W)               | (erg/s) 马力 (HP) Pferdestärke (PS) | 10−7 745.7 735.5             |
| 力           | {\displaystyle LMT^{-2}}               | 牛頓 (N)               | 達因 (dyn) 斯特恩 (sn) 千克力 (kp)  | 10−5 103 9.80665             |
| 壓強         | {\displaystyle L^{-1}MT^{-2}}          | 帕斯卡 (Pa)            | 巴列 (Ba) 皮兹 (pz) 大气压 (at)     | 0.1 103 1.0197×10−5          |
| 電量         | {\displaystyle IT}                     | 庫侖 (C)               | 絕對庫侖 靜電庫侖                   | 10 3.335641×10−10            |
| 電壓         | {\displaystyle L^{2}MT^{-3}I^{-1}}     | 伏特 (V)               | 國際伏特 絕對伏特 靜電伏特          | 1.00034 10−8 2.997925×102    |
| 電流         | {\displaystyle I}                      | 安培 (A)               | 國際安培 絕對安培、畢奧 靜安培      | 1.000022 10.0 3.335641×10−10 |
| 電容         | {\displaystyle L^{-2}M^{-1}T^{4}I^{2}} | 法拉 (F)               | 絕對法拉 靜電法拉                   | 109 1.112650×10−12           |
| 電感         | {\displaystyle L^{2}MT^{-2}I^{-2}}     | 亨利 (H)               | 絕對亨利 靜電亨利                   | 10−9 8.987552×1011           |
| 電阻         | {\displaystyle L^{2}MT^{-3}I^{-2}}     | 歐姆 (Ω)               | 國際歐姆 絕對歐姆 靜電欧姆          | 1.00049 10−9 8.987552×1011   |
| 電導率       | {\displaystyle L^{-2}M^{-1}T^{3}I^{2}} | 西門子 (S)             | 姆歐 (℧) 絕對姆歐 靜電姆歐          | 0.99951 109 1.112650×10−12   |
| 磁通量       | {\displaystyle L^{2}MT^{-2}I^{-1}}     | 韦伯 (Wb)              | 麦克斯韦 (Mx)                       | 10−8                         |
| 磁感強度     | {\displaystyle MT^{-2}I^{-1}}          | 特斯拉 (T)             | 高斯 (G)                            | 1×10−4                       |
| 磁場強度     | {\displaystyle IL^{-1}}                | (A/m)                  | 奥斯特 (Oe)                         | 103/4π = 79.57747            |
| 動力粘度     | {\displaystyle ML^{-1}T^{-1}}          | (Pa·s)                 | 泊松 (P)                            | 0.1                          |
| 用動粘度     | {\displaystyle L^{2}T^{-1}}            | (m2s−1)                | 斯托克斯 (St)                       | 10−4                         |
| 發光強度     | {\displaystyle J}                      | 坎德拉 (cd)            | 國際坎德拉                          | 0.982                        |
| 光通量       | {\displaystyle J}                      | 流明 (lm)              | 熙提 (sb)                           | 104                          |
| 照度         | {\displaystyle JL^{-2}}                | 勒克斯 (lx)            | 辐透 (ph)                           | 104                          |
| 放射性活度   | {\displaystyle T^{-1}}                 | 贝克勒尔 (Bq)          | 居里 (Ci)                           | 3.70×1010                    |
| 吸收劑量     | {\displaystyle L^{2}T^{-2}}            | 戈瑞 (Gy)              | 伦琴 (R) 拉德 (rad)                 | 2.58×10-4 0.01               |
| 辐射剂量当量 | {\displaystyle L^{2}T^{-2}}            | 希沃特                 | 人体伦琴当量 (rem)                  | 0.01                         |
| 催化活性     | {\displaystyle NT^{-1}}                | 开特 (kat)             | 无保留单位                          | n/a                          |

国际单位制手册也列出了一系列广泛应用的非国际单位制单位，这些单位在商业、法律、专项科学研究中应用。这些单位有：
| 物理量 | 量纲                          | 单位和符号               | 换算                                     |
| ------ | ----------------------------- | ------------------------ | ---------------------------------------- |
| 质量   | {\displaystyle M}             | 公噸 (t)                 | 1000 kg                                  |
| 面积   | {\displaystyle L^{2}}         | 公顷 (ha)                | 0.01 km2 104 m2                          |
| 体积   | {\displaystyle L^{3}}         | 公升 (L 或 l)            | 0.001 m3                                 |
| 时间   | {\displaystyle T}             | 分 (min) 小时 (h) 日 (d) | 60 s 3600 s 86400 s                      |
| 压强   | {\displaystyle L^{-1}MT^{-2}} | 巴                       | 100 kPa                                  |
| 平面角 | 無因次                        | 度 (°) 分 (ʹ) 秒 (″)     | (π⁄180) rad (π⁄10800) rad (π⁄648000) rad |

### 引用
1. ↑   (PDF). NIST.   [2011-11-02]. （原始内容 (PDF)存档于2016-04-07）. The United States is now the only industrialized country in the world that does not use the metric system as its predominant system of measurement.
2. ↑  SI Brochure - §3.1 SI prefixes - p 103
3. ↑  Alder; page 92
4. ↑  . Babylon.   [2011-01-24]. （原始内容存档于2011-01-22）.
5. ↑   (PDF). Joint Committee for Guides in Metrology/International Bureau for Weights and Measures. 2008: 9  [2011-03-05]. （原始内容 (PDF)存档于2019-10-31）.
6. 1 2  約翰·J·奧康納; 埃德蒙·F·羅伯遜, , , January 2004 （英语）
7. ↑  International Bureau of Weights and Measures,  (PDF) 8th: 124, 2006, ISBN 92-822-2213-6 （英语）
8. 1 2  約翰·J·奧康納; 埃德蒙·F·羅伯遜, , , January 2004 （英语）
9. ↑  Alder, p93-95
10. ↑  . BIPM. 2011  [2011-03-11]. （原始内容存档于2014-03-28）.
11. ↑  . BIPM.   [2011-03-11]. （原始内容存档于2011-06-07）.
12. ↑  SI Brochure - Appendix 1 - p 120
13. ↑  SI brochure - §1.2 Two classes of SI Units - p92
14. ↑  Michael Good.  (PDF).   [2011-03-18]. （原始内容存档 (PDF)于2011-11-07）.
15. ↑   (PDF).   [2012-01-07]. （原始内容存档 (PDF)于2013-05-10）.
16. ↑   (PDF).   [2012-01-07]. （原始内容存档 (PDF)于2013-05-10）.
17. ↑  .   [2012-01-07]. （原始内容存档于2018-07-12）.
18. ↑  Loidi, Juan Navarro; Saenz, Pilar Merino.  (PDF). The Global and the Local: The History of Science and the Cultural Integration of Europe. Proceedings of the 2nd ICESHS. Cracow, Poland: The Press of the Polish Academy of Arts and Sciences. 6–9 September 2006  [2011-03-17]. （原始内容 (PDF)存档于2020-11-06）.>
19. 1 2  Alder, Ken. . London: Abacus. 2002. ISBN 0-349-11507-9.
20. ↑  Thomas Jefferson. . 4 July 1790  [2011-04-19]. （原始内容存档于2011-05-20）.
21. ↑   [The law of 18 Germanial year 3 "The republican measures of land area equal to a square with sides of ten metres"]. Le CIV (Centre d'Instruction de Vilgénis) - Forum des Anciens.   [2010-03-02]. （原始内容存档于2011-07-20） （法语）.
22. ↑  
Thierry Thomasset.  (PDF). Tout sur les unités de mesure [All the units of measure]. Université de Technologie de Compiègne.   [2011-03-21]. （原始内容 (PDF)存档于2011-07-21） （法语）.
23. ↑  Nelson, Robert A. . Applied Technology Institute. February 2000  [12 April 2007]. （原始内容存档于2007-04-09）.
24. ↑  National Industrial Conference Board. . The Century Co. 1921: 10–11  [5 April 2011]. （原始内容存档于2021-04-28）.
25. ↑  Denis Février. . Ministère de l'Economie, des Finances et de l'Industrie.   [2011-03-10]. （原始内容存档于2011-02-28） （法语）.
26. 1 2   [Official units of measure in Europe 1842].   [2011-03-26]. （原始内容存档于2011-10-14） （德语）Text version of Malaisé's book
27. ↑  Jacob de Gelder.  [Introduction to Numeracy]. 's Gravenhage and Amsterdam: de Gebroeders van Cleef. 1824: 163–176  [2011-03-02]. （原始内容存档于2020-10-28） （荷兰语）.
28. ↑  Ferdinand Malaisé.  [Theoritcal and practical instruction in arithmetic]. München. 1842: 307–322  [2011-03-26]. （原始内容存档于2011-10-14） （德语）.
29. ↑   [Exhibit of the month - November 2006]. Bundesministerium der FinanzenQuelle: www.zoll.de. 4 June 2009  [2011-03-07]. （原始内容存档于2011年7月19日） （德语）.
30. ↑  Andreas Dreizler;  et al.  (PDF). Technische Universität Darmstaft. 20 April 2009  [2011-03-28]. （原始内容 (PDF)存档于2012年3月20日） （德语）.
31. ↑  Maria Teresa Borgato.  (PDF). The Global and the Local:The History of Science and the Cultural Integration of Europe. Proceedings of the 2nd ICESHS. Cracow, Poland: The Press of the Polish Academy of Arts and Sciences. 6–9 September 2006  [2011-03-17]. （原始内容 (PDF)存档于2020-11-06）.
32. ↑  Secretary, the Metric committee. . Report of the forty second meeting of the British Association for the Advancement of Science held at Brighton, August 1872 (British Association for the Advancement of Science). 1873: 25–28  [2011-05-12].
33. ↑  "Metric Measure in U.S. Asked." （页面存档备份，存于） Popular Science Monthly, January 1928, p. 53.
34. ↑   (PDF). 國際度量衡局 (BIPM).   [2011-03-22]. （原始内容存档 (PDF)于2015-09-23） （法语）1875 text plus 1907 and 1921 amendments
35. ↑  . 國際度量衡局 (BIPM).   [2011-03-22]. （原始内容存档于2012-09-26）.
36. 1 2  . IEEE Global History Network. Institute of Electrical and Electronics Engineers (IEEE).   [2011-03-21]. （原始内容存档于2014-08-21）.
37. ↑  SI Brochure - §1.1 Historical Note - p 91
38. ↑  . The NIST Reference on Constants, Units and Uncertainty.   [2011-04-10]. （原始内容存档于2017-04-25）.
39. ↑  . International Electrotechnical Commission. 2011  [2011-04-05]. （原始内容存档于2011-05-15）.
40. ↑  Ian Mills.  (PDF). CCU. 29 September 2010  [2011-01-01]. （原始内容存档 (PDF)于2011-01-10）.
41. ↑   [Symbols used in physics - units of measure]. Hydrelect.info.   [2011-03-21]. （原始内容存档于2019-05-02） （法语）.
42. ↑  . 9th Conférence Générale des Poids et Mesures (CGPM). 12–21 October 1948  [2011-05-08]. （原始内容存档于2013-05-14）.
43. ↑  . 9th Conférence Générale des Poids et Mesures (CGPM). 12–21 October 1948  [2011-05-08]. （原始内容存档于2012-07-28）.
44. ↑  . 10th Conférence Générale des Poids et Mesures (CGPM). 5–14 October 1954  [2011-05-08]. （原始内容存档于2021-04-01）.
45. ↑  . 11th Conférence Générale des Poids et Mesures (CGPM). 11–20 October 1960  [2011-05-08]. （原始内容存档于2013-04-14）.
46. ↑  . SI brochure, Appendix 2. BIPM. 9 September 2010  [2011-05-05]. （原始内容存档于2014-08-10）.
47. ↑  International Bureau of Weights and Measures,  (PDF) 8th, 2006  [2012-02-07], ISBN 92-822-2213-6, （原始内容存档 (PDF)于2017-08-14）
48. ↑  Appendix G  请检查|url=值 (帮助). Washington: Central Intelligence Agency. 2006  [8 August 2006]. （原始内容存档于2011-04-06）.
49. ↑  . misc.metric-system Newsgroup. 1 December 2009  [2011-09-20]. （原始内容存档于2021-04-22）.
50. ↑  . Agence France-Presse. 11 June 2010  [22 October 2011].
51. ↑  Ko Ko Gyi. . The Myanmar Times. 18–24 July 2011  [2011-07-23]. （原始内容存档于2013年5月28日）.
52. ↑  29th Congress of the United States, Session 1. . May 13, 1866  [2011-10-27]. （原始内容存档于2015年7月5日）.
}}
53. 1 2  Alder pg 361-366
54. ↑  . U.S. Metric Association. 22 July 2009  [2011-09-09]. （原始内容存档于2010年7月24日）.
55. ↑  Alder, Ken. . London: Abacus. 2002: 360. ISBN 0 349 11507 9.
56. ↑  SI brochure - §2 SI Units - p 94-102
57. ↑  . sizes.com.   [2011-04-09]. （原始内容存档于2021-04-27）.
58. ↑  . NIST Guide to the SI. 2 July 2009  [2011-04-14]. （原始内容存档于2016-01-29）.
59. ↑  國際純化學和應用化學聯合會 (1993). Quantities, Units and Symbols in Physical Chemistry, 2nd edition, Oxford: Blackwell Science. ISBN 0-632-03583-8. pp. 110-116. Electronic version..